# جنگ‌های اردشیر بابکان در جنوب ایران
جنگ‌های اردشیر بابکان در جنوب ایران مجموعه‌ای از جنگ‌ها بود که نخستین شاهانشاه ساسانی، اردشیر بابکان در در جنوب ایران علیه امپراتوری اشکانی انجام داد. این لشکرکشی‌ها علیه چندین شاه کوچک تابع شاهنشاه اردوان چهارم اشکانی بود که همگی در جنوب ایران حکومت می‌کردند. این لشکرکشی‌ها جزو اولین لشکرکشی‌های اردشیر و نشان‌دهنده گسترش اولیه امپراتوری نوظهور ساسانی بود.

## پس‌زمینه
اردشیر با فتح بخش‌هایی از پارس و کرمان از امپراتوری اشکانی، گسترش امپراتوری ساسانیان را آغاز کرده بود. این فتوحات منابع در دسترس او را گسترش داد و به گسترش بیشتر او در قلمرو اشکانی کمک کرد.

## نبرد استخر
در حالی که اردشیر در حال فتح کرمان از هفتواد پادشاه آن بود، اردوان چهارم، پسرش بهمن را به همراه سبک، شاه جدید جهرم و شاه خوزستان، برای سرکوب شورش او فرستاد. بهمن در زمانی که اردشیر در کرمان بود توانست استخر را بازپس گیرد. سپس اردشیر پیش از اینکه بتواند به سمت سپاهان، هدف بعدی خود حرکت کند، مجبور به مقابله با نیروی اشکانی شد.
اردشیر ابرسام را به فرماندهی شهر اردشیرخوره گماشت و به سوی استخر حرکت کرد. هنگامی که اردشیر به سمت استخر حرکت می‌کرد، شاه جهرم سبک به او تسلیم شد و لشکر سواره و پیاده خود را به سپاه اردشیر افزود که باعث تقویت سپاه او شد. اندکی بعد لشکر بهمن در جایی در حوالی استخر برای جنگ صف‌آرایی کردند. در پاسخ، ارتش ساسانی به دو صف مجزا تشکیل شد و نیروهای سبک بلافاصله در مقابل ارتش اردشیر قرار گرفتند. سبک پیشقدم شد و با سپاه اشکانی درگیر شد؛ همزمان، یک توفان شنی به سمت آن‌ها وزید و دید آن‌ها را کور کرد. سپس اردشیر افراد خود را به سمت مرکز سپاه اشکانی هدایت کرد که نتیجه آن شکست کامل ارتش اشکانی و تیر خوردن بهمن بود. لشکر پارت‌ها عقب‌نشینی کردند و ساسانیان بی وقفه آن‌ها را تا استخر تعقیب کردند، جایی که بهمن به زودی تسلیم شد.

## فتح سپاهان، خوزستان و میشان
اردشیر پس از غلبه بر بهمن روشن بود تا راهی سپاهان شود. در مسیر به اردشیر خبر رسید که پادشاه خوزستان قصد تصرف قلمرو او در پارس را داشته‌است، اما ابرسام به راحتی او را شکست و فراری داده‌است. اردشیر سپاهان را از شاه آن شاد شاپور گرفت و بعداً او را به قتل رساند. پیش از اینکه اردوان چهارم بتواند به اردشیر در اصفهان برسد، او به پارس بازگشت.
اردشیر پس از بازگشت به پارس، با شاه خوزستان که هنوز در آن منطقه بود، نبرد کرد که بار دیگر به پیروزی ساسانیان انجامید و این بار شاه را مجبور به خروج از پارس کرد. اردشیر این پیروزی را با حمله به خوزستان و غارت تمام استان دنبال کرد. اردشیر وس از فتح خوزستان، شهر هرمزد اردشیر را که همان اهواز امروزی است، تأسیس کرد.
سپس اردشیر به سمت میشان لشکرکشی کرد و پادشاه آن را کشت و استان را ضمیمه آن کرد. در میشان شهر دیگری به نام استرآباد-اردشیر تأسیس کرد.